# Rowa Group
Die Rowa Group (ehemals ROWA GmbH) ist ein Unternehmen der Chemiebranche mit Sitz in Pinneberg. Produkte sind insbesondere Kunststoffe und Kunststoffadditive wie technische Kunststoffe, Farb- und Additivmasterbatche in Granulat- und flüssiger Form, chemische Mittel für die Beschichtung und Imprägnierung von Kunststoffen und Textilien; Treibmittel, Primer und Haftvermittler, chemische Harze und deren Derivate im Rohzustand sowie Additive. Das Unternehmen ist mehrheitlich im Besitz der Georg Nordmann Holding AG mit Sitz in Hamburg.

## Geschichte
Das Unternehmen wurde 1958 als Kautschuk verarbeitendes Unternehmen ROWA Rohstoff Wasch- und Aufbereitungswerk GmbH in Seevetal gegründet. Im Jahr 1969 wurde bedingt durch Marktveränderungen die Angebotspalette neu auf Speziallacke für PVC- und PU-beschichtete Gewebe ausgerichtet.
Die Produktpalette wurde 1978 um Farb- und Additivmasterbatche ergänzt. Mit Integration der Tramaco GmbH im Jahre 1979 wurden die Bereiche Primersysteme, Treibmittelcompounds, Harze und Wachse abgedeckt.
Als Familienunternehmen gegründet und geführt, wurde 1987 eine Niederlassung in den USA eröffnet. Nachdem die Anforderungen und Möglichkeiten in der Kunststoffbranche stetig stiegen, wurde 1990 die Produktion von technischen Kunststoffen und Blends mit der ROMIRA GmbH aufgenommen.
Weitere Niederlassungen in Frankreich, Korea und seit 2010 auch in Beijing folgten. Mit Entstehung der ROWASOL GmbH 2004 wurde die Produktion um Flüssigfarben und -additive für die Kunststoffeinfärbung ergänzt, sowie ein dazu passendes Dosierungskonzept entwickelt.
Die miteinander verwandten Produktpaletten der verschiedenen Unternehmen und das Wachstum erforderten 2010 die Umstrukturierung der ROWA GmbH in die ROWA Group Holding GmbH zur Dachgesellschaft, sowie die Neugründungen der ROWA Masterbatch GmbH und ROWA Lack GmbH.

## Standorte
Standorte der ROWA Group oder Tochterunternehmen sind neben Pinneberg, Tornesch in Schleswig-Holstein, Seevetal in Niedersachsen, Karstädt (Prignitz) in Brandenburg, Kanton Champs-sur-Marne in Frankreich, Ningbo City in China, Chungnam-Do in Südkorea sowie Croydon, PA, USA.
Der Exportanteil am Umsatz betrug 2010 30,2 Prozent. ROWA Group ist markenrechtlich geschützt.

## Vertrieb
ROWA Group verkauft an Geschäftskunden. Ein wichtiger Teil im Marketingmix des Unternehmens ist die Präsenz auf Messen. ROWA Group stellt aus auf Weltleitmessen wie der K (Kunststoffmesse), European Coatings Show und der FAKUMA sowie auf zahlreichen anderen Fachmessen.